# 20 złotych 200. rocznica urodzin Juliusza Słowackiego
20 złotych 200. rocznica urodzin Juliusza Słowackiego – polski banknot kolekcjonerski o nominale dwudziestu złotych, wprowadzony do obiegu 23 września 2009 roku, zarządzeniem z 16 września 2009 r.

## Awers
Na awersie w centralnej części znajduje się wizerunek Juliusza Słowackiego (jego popiersie), widok dworku w Krzemieńcu, w którym obecnie znajduje się Muzeum Juliusza Słowackiego oraz polskie godło. Na prawej stronie awersu znajduje się nominał banknotu i napis 1809-1849 (lata życia Juliusza Słowackiego). Na lewej stronie awersu znajduje się nominał banknotu, napis DWADZIEŚCIA ZŁOTYCH. W lewym dolnym rogu awersu banknotu znajduje się znaczenie dla niewidomych (wytłoczone XX).

## Rewers
Na rewersie w centralnej części znajduje się reprodukcja fragmentu rękopisu wierszu Uspokojenie i wierzchołek kolumny Zygmunta III Wazy w Warszawie. Na lewej stronie awersu znajduje się nominał, siedmiocyfrowy numer seryjny banknotu, napis NBP i sylwetki lecących żurawi. W prawym dolnym rogu awersu znajduje się nominał banknotu, a w prawym górnym rogu napis NARODOWY BANK POLSKI. Na dole rewersu znajduje się fragment archikatedry św. Jana Chrzciciela w Warszawie.

## Nakład
Polska Wytwórnia Papierów Wartościowych wydrukowała 80 000 banknotów, o wymiarach 138 mm x 69 mm, według projektu Macieja Kopeckiego.

## Opis
Jest to 3. banknot kolekcjonerski wydany przez PWPW. Upamiętnia dwusetną rocznicę urodzin Juliusza Słowackiego.

## Zabezpieczenia
Banknot ma zabezpieczenia takie jak:
- znak wodny (portret Juliusza Słowackiego)
- nitka zabezpieczająca z powtarzającym się napisem wykonanym mikrodrukiem „20 ZŁ” oraz jego odbiciem lustrzanym
- mikrodruk offsetowy i mikrodruk stalorytniczy (napisy JULIUSZSŁOWACKI20ZŁ, NARODOWYBANKPOLSKI20ZŁ i tytuły dzieł autorstwa Juliusza Słowackiego)
- wklęsłodruk
- farba zmienna optycznie w zależności od kąta patrzenia (ze złotego na zielony)
- farba opalizująca
- recto-verso
- efekt kątowy
- oznaczenie dla niewidomych (wytłoczone XX)
- znak UV (wizerunek dziesięciu lecących żurawi, numer seryjny)